# ابن النحاس
أبو محمد عبد الرحمن بن عمر بن محمد بن سعيد التجيبي المصري المالكي البزار المعروف بابن النحاس، فقيه ومحدث شافعي.

## طلبه للعلم
ولد ليلة الأضحى سنة 323 هـ. أول سماعه وهو ابن ثمان سنين، في سنة إحدى وثلاثين، وحج سنة تسع وثلاثين، وجاور مكة فأكثر عن أبي سعيد بن الأعرابي، وسمع بمصر أبا الطاهر أحمد بن محمد بن عمرو المديني، وعلي بن عبد الله بن أبي مطر الإسكندراني، وأحمد بن بهزاذ السيرافي، وأحمد بن محمد بن فضالة الدمشقي قدم عليهم، ومحمد بن إبراهيم بن حفص البصري بن الوصي، وعثمان بن محمد السمرقندي، والحسن بن مليح الطرائفي، ومحمد بن بشر العكري، ومحمد بن أيوب بن الصموت، وعبد الله بن محمد بن الخصيب، وأبا الفوارس أحمد بن محمد الصابوني، وعبد الله بن جعفر بن ورد، وسمع منه السيرة، والحسن بن مروان القيسراني، ومحمد بن محمد بن عيسى الخياش، والحافظ أبا سعيد بن يونس الصدفي، والفضل بن وهب، ومحمد بن وردان العامري، وفاطمة بنت الريان وعدة. حدث عنه: الصوري، وأبو نصر السجزي، وعبد الرحيم البخاري، وأبو عمرو الداني، وأحمد بن أبي نصر الكوفاني كاكو، وخلف بن أحمد الحوفي، والقاضي محمد بن سلامة القضاعي، والحسين بن أحمد العداس، وأبو إسحاق الحبال، والقاضي أبو الحسن الخلعي وخلق.

## مكانته العلمية
قال الذهبي: «الشيخ الإمام، الفقيه المحدث الصدوق، مسند الديار المصرية. أول سماعه وهو ابن ثمان سنين في سنة إحدى وثلاثين، وحج سنة تسع وثلاثين، وجاور. وكان الخطيب قد عزم على الرحلة إليه فلم يقض». قال الخطيب: « استشرت البرقاني في الرحلة إلى عبد الرحمن بن النحاس بمصر أو أخرج إلى نيسابور، فقال: إن خرجت إلى مصر إنما تخرج إلى رجل واحد، فإن فاتك ضاعت رحلتك، وإن خرجت إلى نيسابور ففيها جماعة، فخرجت إلى نيسابور».

## مصنفاته
- رؤية الله عز وجل.
- مشيخته.
- جزء حديثه.

## وفاته
قال الحبال مات في عاشر شهر صفر سنة 416 هـ .